# Bruce Adams
Bruce Adams (* 3. Juli 1951 in Birkenhead) ist ein britischer Jazzmusiker (Trompete, Flügelhorn).

## Leben und Wirken
Adams, der aus einer Künstlerfamilie stammt und in Glasgow aufwuchs, begann mit elf Jahren Trompete zu lernen. Mit 14 Jahren gewann er in der Fernsehshow Opportunity Knocks. Als Heranwachsender trat er mit seinem Vater international als Varietékünstler auf. Ab 1973 wandte er sich der Musik zu; in Glasgow leitete er eigene Gruppen und spielte in der Bigband des Saxophonisten Bill Fanning. In den nächsten Jahren trat er auf internationalen Festivals mit Dick Hyman, Benny Carter und Bob Wilber auf und tourte auch in Nordamerika. Seinen Lebensunterhalt verdiente er sich in einer Band, die den Komiker Freddie Starr begleitete, bevor er nach London zog. Mit dem amerikanischen Posaunisten Bill Allred tourte er 1990 durch Deutschland; im selben Jahr veröffentlichte er sein erstes Solo-Album. 1992 gründete er mit Alan Barnes ein Quintett, das zwei Alben, Side-Stepping und Lets Face the Music, aufnahm; er begleitete auch Val Wiseman. In den nächsten Jahren trat er auch in Projekten von Barnes und von Pete York (Drummin' Man) auf. Weiterhin spielte er mit Elaine Delmar, der BBC Big Band, Kenny Baker, Don Lusher, Basil Kirchin, Charly Antolini und dem Belgier Pascal Michaux. 2008 und 2013 gewann er die British Jazz Awards als bester Trompeter.

## Diskographische Hinweise
- Django’s Castle with Bruce Adams Swing Hotel du Vin (2008)
- Bruce Adams/Alan Barnes Quintet Spontaneous Combustion  (2007, mit Pascal Michaux, Alec Dankworth, Bobby Worth)
- Bruce Adams/Tony Marshall As Sure As You’re Born (2007, mit Spike Heatley, Malcolm Mortimore)
- Always and Forever (2004)
- Alan Barnes The Sherlock Holmes Suite (2003)

## Lexigraphische Einträge
- John Chilton: Who's Who of British Jazz London: Continuum 2004; ISBN 0-8264-7234-6  (2. Aufl.)